# Microthyrium fagi
Microthyrium fagi är en svampart som beskrevs av J.P. Ellis 1977. Microthyrium fagi ingår i släktet Microthyrium och familjen Microthyriaceae.  Arten är reproducerande i Sverige. Inga underarter finns listade i Catalogue of Life.